# 獵捕者
是一部2010年美國與加拿大合拍的科幻動作電影，由明格爾·薩普什尼克執導，改編自埃里克·加西亞的小說《The Repossession Mambo》。主演是祖迪·羅、科力士·韋德加、里夫·舒韋伯、艾莉絲·布拉加和卡莉絲·范·荷登。

## 演員
- 祖迪·羅 飾 Remy
- 科力士·韋德加 飾 Jake Freivald
- 里夫·舒韋伯 飾 Frank Mercer
- 艾莉絲·布拉加 飾 Beth
- 卡莉絲·范·荷登 飾 Carol
- 錢德勒·坎特布瑞 飾 Peter
- RZA 飾 T-Bone
- 伊薇特·尼科爾·布朗（英语：Yvette Nicole Brown） 飾 Rhodesia
- 約翰·李古查摩 飾 Asbury
- 麗莎·拉琵拉 飾 Alva
- 喬·平格（英语：Joe Pingue） 飾 Raymond Pearl
- 蒂芬妮·艾斯龐德（英语：Tiffany Espensen） 飾 年輕的Alva

## 外部連結
- 官方网站
- 互联网电影数据库（IMDb）上《獵捕者》的资料（英文）
- Box Office Mojo上《獵捕者》的資料（英文）
- 爛番茄上《獵捕者》的資料（英文）
- Metacritic上《獵捕者》的資料（英文）